# Gneo Cornelio Lentulo Marcellino
Gneo Cornelio Lentulo Marcellino (in latino Gnaeus Cornelius Lentulus Marcellinus; ... – 48 a.C.) è stato un politico e militare romano, che nel 56 a.C. ricoprì la carica di console.

## Biografia
Figlio di Publio Cornelio Lentulo Marcellino (un membro dei Claudii adottato dai Cornelii) e di Cornelia, era probabilmente fratello di Publio Cornelio Lentulo Marcellino, questore nel 75 a.C.; si sposò una prima volta, avendo come figlio quel Publio Cornelio Lentulo Marcellino che fu il questore che Gaio Giulio Cesare mise al comando delle fortificazioni di Dyrrhachium nel 48 a.C., e poi una seconda volta, con Scribonia (la futura moglie di Ottaviano), da cui ebbe un Cornelio Marcellino probabilmente morto giovane.
Viene menzionato una prima volta nel 70 a.C., mentre, ancora molto giovane, sostiene la causa dei siciliani contro Gaio Licinio Verre, e poi ancora nel 61 a.C., schierato dalla parte del suo amico Lucio Cornelio Lentulo Crure nell'accusare Publio Clodio Pulcro della violazione dei misteri della Bona Dea.
Nel 59 a.C. ricoprì la carica di pretore, presiedendo al processo contro Gaio Antonio, il collega di Marco Tullio Cicerone. L'anno successivo andò in Siria, che amministrò per due anni, principalmente impegnato nel difendere la provincia dagli attacchi degli Arabi.
Marcellino si candidò per il consolato dell'anno 56 a.C., venendo eletto assieme a Lucio Marcio Filippo; il suo operato fu così apprezzato, che Cicerone lo cita come il migliore console che ricordi, anche se va notato che Marcellino si schierò dalla parte dell'oratore dopo il ritorno di questi dall'esilio e si adoperò affinché gli venissero restituite le proprietà confiscategli. Durante la sua magistratura, Marcellino si oppose con vigore alla violenza della fazione di Clodio Pulcro e del tribuno Gaio Porcio Catone; al tempo stesso riuscì a frustrare le ambizioni e la sete di potere di Gneo Pompeo Magno, impedendo che gli fosse conferito il comando di un esercito e il compito di reinstallare Tolomeo Aulete in Egitto, proprio con uno dei primi atti da console. I suoi continui attacchi al generale, rivolti sia al senato che al popolo romano, furono probabilmente la causa dell'avvicinamento di Pompeo a Marco Licinio Crasso e a Gaio Giulio Cesare: fu proprio in quell'anno che i tre si incontrarono a Lucca per gettare le basi per il loro accordo, il cosiddetto Primo triumvirato.
Si sa poco altro di Marcellino, prima della sua morte; ricoprì la carica di sacerdote, divenendo uno degli Epuloni.